# HD78388
HD78388 — хімічно пекулярна зоря спектрального класу F0, що має видиму зоряну величину в смузі V приблизно  7,6.
Вона  розташована на відстані близько 366,5 світлових років від Сонця.